# Turingija
Turingija, uradno Svobodna dežela Turingija (nemško Freistaat Thüringen), je nemška zgodovinska in zvezna dežela z  2,1 milijona prebivalci (enako kot Slovenija, medtem ko je po površini za petino manjša).
Njeno glavno in največje mesto je Erfurt, druga večja mesta so po velikosti: Jena (znano steklarsko središče), Gera, Weimar (znano nemško kulturno središče; v njem je bila po 1. svetovni vojni sprejeta republikanska ustava Nemčije, po kateri je bila pogovorno poimenovana Weimarska republika), Gotha, pa tudi Nordhausen, Eisenach (ponaša se z eno od znamenitosti dežele, gradom Wartburg), Suhl, Altenburg, Mühlhausen, Rudolstadt, Sonneberg ter (prav tako steklarsko mesto) Ilmenau.   
Geografsko je Turingija umeščena v osrednjo Nemčijo, zato je poznana tudi pod imenom »zeleno srce Nemčije« (das grüne Herz Deutschlands) in meji na kar 5 nemških zveznih dežel: Saško, Bavarsko, Hessen, Spodnjo Saško in Saško - Anhalt. Turingijo na jugozahodu v smeri severozahod-jugovzhod seka gozdnato hribovje Turinški gozd (Thüringerwald; zgrajeno iz granitov, predornin in paleozojskih skrilavcev; na njegovem obrobju je razvita steklarska industrija), ki se nato nadaljuje v Frankovski gozd na Bavarskem, severno od tega grebena pa je rodovitna Turinška kotlina, večinoma nizko gričevje, prekrito s puhlico, ki leži med hribovji na severu (Harz, Kryffhäuser) in Turinškim gozdom. Je izrazito prehodna dežela na prometni osi zahod-vzhod. Razvito je kmetijstvo, mdr. hmeljarstvo, rudarstvo (kalijeva sol, rjavi premog) ter industrija, ki je po propadu vzhodne Nemčije zašla v krizo; zdaj cveti zlasti turizem.  
Turingija je po 2. svetovni vojni je prišla s potsdamskim sporazumom v sovjetsko okupacijsko cono, čeprav so jo sprva zavzeli angloameriški zavezniki. Nato je oblikovala jugozahodni del Nemške demokratične republike (DDR), ki se je tam »zajedala« v zahodno Nemčijo in tako predstavljala najzahodnejši del ne le DDR, pač pa tudi Varšavskega pakta oz. vzhodnega socialističnega/sovjetskega bloka na splošno. V letih 1952-90 je bila ozemeljska celovitost dežele razbita z razdelitvijo na tri vzhodnonemške okraje "Bezirke": Erfurt, Gera in Suhl. 
Univerzitetna mesta so Jena (Univerza Friedricha Schillerja v Jeni), Erfurt (univerza vključuje mdr. Max-Weber-Kolleg for kultur- und sozialwissenschaftliche Studien) in Weimar (Univerza za glasbo Franz List), delno tudi Gera-Eisenach in Ilmenau.

## Etimologija in simboli
Ime Thuringia ali Thüringen izhaja iz germanskega plemena Turingi, ki se je pojavilo v času preseljevanja ljudstev. Njihov izvor je večinoma neznan. Starejša teorija trdi, da so bili nasledniki Hermundurjev, vendar so kasnejše raziskave to idejo zavrnile. Drugi zgodovinarji trdijo, da so bili Turingi zavezniki Hunov, da so skupaj z njimi prišli v srednjo Evropo in da so pred tem živeli v današnji Galiciji. Publij Flavij Vegetij Renat prvič omenja Turinge okoli leta 400; v tistem obdobju so Turingi sloveli po odličnih konjih.
Turinško kraljestvo je obstajalo do leta 531, deželna grofija Turingija je bila največja država v regiji in je obstajala med letoma 1131 in 1247. Nato je država, znana kot Turingija, prenehala obstajati; kljub temu je izraz običajno opisoval regijo med gorovjem Harz na severu, reko White Elster na vzhodu, Frankovskim gozdom na jugu in reko Werra na zahodu. Po leipziškem miru je imela Turingija spet svojo dinastijo, Ernestine Wettins. Njihove različne dežele so tvorile Svobodno državo Turingijo, ustanovljeno leta 1920, skupaj z nekaterimi drugimi majhnimi kneževinami. Pruska ozemlja okoli Erfurta, Mühlhausna in Nordhausna so se leta 1945 pridružila Turingiji.
Grb Turingije prikazuje leva ludowingijskih deželnih grofov iz 12. stoletja. Osem zvezd okoli njega predstavlja osem nekdanjih držav, ki so tvorile Turingijo. Zastava Turingije je belo-rdeča dvobarvna, ki izhaja iz belih in rdečih črt ludowingskega leva. Grb in zastava Hessna sta precej podobna turinškim, saj tudi izhajata iz ludowingovskih simbolov.
Simbola Turingije v ljudski kulturi sta Turinška klobasa in gozd, saj je velik del ozemlja poraščen z gozdom.
V knjižni slovenščini se je nekoč imenovala tudi Türingija. Druga različica je bila Tiringija, ki je danes bolj značilna za hrvaščino ali srbščino.

## Zgodovina
Turingija je dobila ime po germanskem plemenu Turingi, ki jo je zasedlo okoli leta 300 našega štetja, in je v 6. stoletju prišla pod frankovsko oblast.
Turingija je leta 1130 postala deželna grofija. Po izumrtju vladajoče ludowingške rodbine grofov in deželnih grofov leta 1247 in vojni za turinško nasledstvo (1247–1264) je zahodna polovica postala neodvisna pod imenom »Hessen« in nikoli več ni postala del Turingije. Večina preostale Turingije je prišla pod vladavino rodbine Wettin iz bližnje mejne grofije Meissen, jedra kasnejšega volilnega kneza in kraljevine Saške. Z razdelitvijo družine Wettin leta 1485 je Turingija pripadla višji Ernestinski veji družine, ki je nato območje razdelila na več manjših držav, v skladu s saško tradicijo delitve dediščine med moške dediče. To so bile »saške vojvodine«, ki so jih med drugim sestavljale dežele Saška-Weimar, Saška-Eisenach, Saška-Jena, Saška-Meiningen, Saška-Altenburg, Saška-Coburg in Saška-Gotha.
Turingija je na splošno sprejela protestantsko reformacijo, rimskokatolištvo pa je bilo zatrto že leta 1520; duhovniki, ki so mu ostali zvesti, so bili pregnani, cerkve in samostani pa večinoma uničeni, zlasti med nemško kmečko vojno leta 1525. V Mühlhausnu in drugod so anabaptisti našli veliko privržencev. V tem mestu je bil aktiven Thomas Müntzer, vodja nekaterih nemiroljubnih skupin te sekte. Znotraj meja sodobne Turingije je rimskokatoliška vera preživela le v okrožju Eichsfeld, ki mu je vladal nadškof iz Mainza, in v manjši meri v Erfurtu in njegovi neposredni bližini.

### Zgodnje novoveško obdobje
Sodobna nemška črno-rdeče-zlata tribarvna zastava se je prvič pojavila nekje v suvereni državi z nemško etnično pripadnostjo, znotraj tega, kar danes sestavlja Nemčija, leta 1778 kot državna zastava kneževine Reuss-Greiz, propadle kneževine v mejah sodobne države.
Med nemško mediatizacijo od 1795 do 1814 je prišlo do nekaterih preureditev Turinških dežel, ozemlje pa je bilo vključeno v Napoleonovo Rensko zvezo, ki je bila organizirana leta 1806. Dunajski kongres leta 1815 je potrdil te spremembe in vključitev Turingije v Nemško zvezo; Prusko kraljestvo je tudi pridobilo nekaj turinškega ozemlja in ga upravljalo znotraj province Saške. Turinške vojvodine, ki so postale del Nemškega cesarstva leta 1871 med združitvijo Nemčije pod vodstvom Prusov, so bile Saška-Weimar-Eisenach, Saška-Meiningen, Saška-Altenburg, Saška-Coburg-Gotha, Schwarzburg-Sondershausen, Schwarzburg-Rudolstadt in dve kneževini Reuss starejša linija in Reuss mlajša linija.

### Svobodna država Turingija
Leta 1920, po prvi svetovni vojni, so se te majhne države združile v eno državo, imenovano Svobodna država Turingija (Freistaat Thüringen); le Saška-Coburg je namesto tega glasovala za priključitev Bavarski. Weimar je postal nova prestolnica. Grb te nove države je bil preprostejši od grba njenih predhodnikov. Landtag novoustanovljene države se je prvič sestal leta 1920 v Weimarju. Njegovi poslanci so bili izvoljeni za tri leta po proporcionalni zastopanosti, z najnižjo volilno starostjo 21 let. Med letoma 1920 in 1932 je bilo pod Weimarsko republiko šest volitev v deželni zbor.
Turingija je bila ena od držav, kjer je nacistična stranka prvič pridobila resnično politično moč. Wilhelm Frick je bil imenovan za notranjega ministra v državni koalicijski vladi, potem ko je nacistična stranka na volitvah decembra 1929 dobila šest poslancev v deželni zbor Turingije. Na tem položaju je iz turingijske policije odstranil vse, za katere je sumil, da so republikanci in jih nadomestil z moškimi, ki so bili naklonjeni nacistom. Zagotovil je tudi, da je nacist dobil to mesto, kadar koli se je pojavil pomemben položaj v Turingiji. Po nacističnem prevzemu oblasti v Berlinu je bil Landtag uradno odpravljen zaradi »Zakona za obnovo rajha« z dne 30. januarja 1934, ki je nemški zvezni sistem nadomestil z enotno državo.
Potem ko je bila po koncu druge svetovne vojne za kratek čas pod nadzorom ZDA, je dežela Turingija od julija 1945 prišla pod sovjetsko okupacijsko cono in je bila razširjena na dele pruske Saške, kot so območja okoli Erfurta, Mühlhausna in Nordhausna. Erfurt je postal nova prestolnica Turingije. Ostheim, eksklava Landkreis Eisenach, je bila predana Bavarski.
Leta 1952 je Nemška demokratična republika razpustila svoje dežele in namesto njih ustvarila okrožja (Bezirke). Tri okrožja, ki so si delila nekdanje ozemlje Turingije, so bila Erfurt, Gera in Suhl. Altenburg Kreis je bil del Leipzig Bezirk.
Sedanja dežela Turingija je bila ponovno ustvarjena z nekoliko spremenjenimi mejami med združitvijo Nemčije leta 1990.

## Geografija
Od severozahoda v smeri urinega kazalca; Turingija meji na nemške dežele Spodnjo Saško, Saško-Anhalt, Saško, Bavarsko in Hessen.
Pokrajine Turingije so precej raznolike. Skrajni sever zavzema gorovje Harz, ki mu sledi Goldene Aue, rodovitna poplavna ravnica okoli Nordhausna s Helme kot najpomembnejšo reko. Severozahod vključuje Eichsfeld, hribovito in včasih gozdnato območje, kjer izvira reka Leine. Osrednji in severni del Turingije opredeljuje 3000 km2 široka Turinška kotlina, zelo rodovitno in ravno območje okoli reke Unstrut in popolnoma obdano z naslednjimi verigami hribov (v smeri urinega kazalca od severozahoda): Dün, Hainleite, Windleite, Kyffhäuser, Hohe Schrecke, Schmücke, Finne, Ettersberg, Steigerwald, Turingijski gozd, Hörselberge in Hainich. Znotraj kotline sta manjši hribovski verigi Fahner Höhe in Heilinger Höhen. Južno od Turinške kotline je največje hribovsko območje dežele, ki ga označujejo Turinški gozd na severozahodu, Turinško višavje v sredini in Frankovski gozd na jugovzhodu. Večji del tega območja je gozdnat in Großer Beerberg (983 m) je najvišja gora Turingije. Na jugozahodu gozdu sledi dolina reke Werra, ki ga ločuje od gorovja Rhön na zahodu in ravnice Grabfeld na jugu. Vzhodno Turingijo, običajno opisano kot območje vzhodno od reke Saale in doline Loquitz, zaznamuje hribovita pokrajina, ki se počasi dviga od ravninskega severa do goratega juga. Saale na zahodu in White Elster na vzhodu sta dve veliki reki, ki tečeta od juga proti severu in na tem območju tvorita gosto poseljene doline. Med njimi ležijo ravninski in gozdnati Holzland na severu, ravninski in rodovitni Orlasenke v sredini in Vogtland, hribovita, a večinoma negozdna pokrajina na jugu. Daljno vzhodna regija (vzhodno od Belega Elstra) je Osterland ali Altenburška dežela ob reki Pleiße, ravno, rodovitno in gosto poseljeno poljedelsko območje.
V Turingiji tečeta dve veliki reki: Saale, pritok Labe, s svojimi pritoki Unstrut, Ilm in Beli Elster odmaka večji del Turingije; Werra – izvir Weserja – odmaka jugozahodni in zahodni del države. Poleg tega nekatera majhna območja na južni meji odmakajo pritoki Majne, ki je sama pritok Rena. V Turingiji ni velikih naravnih jezer, ima pa nekaj največjih jezov v Nemčiji, vključno z jezom Bleiloch in jezom Hohenwarte na reki Saale, pa tudi jezom Leibis-Lichte in črpalno akumulacijsko postajo Goldisthal v Turinšem višavju. Turingija je edina nemška dežela, ki ni povezana s plovnimi potmi.
Geografsko središče zvezne republike je v Turingiji, v občini Vogtei poleg Mühlhausna. Središče Turingije je osem kilometrov južno od stolnice glavnega mesta, v občini Rockhausen.

### Podnebje
Podnebje v Turingiji je zmerno, prevladujejo vlažni zahodni vetrovi. Ko se premikamo od severozahoda proti jugovzhodu, se v podnebju vse bolj pojavljajo celinske značilnosti: zime so lahko dalj časa mrzle, poletja pa lahko postanejo topla. Pogosto so zabeležena sušna obdobja, zlasti v Turinški kotlini, od zavetrja do hribov v vseh smereh. To je najbolj suho območje Nemčije, saj letno pade le 400 do 500 mm padavin.
Artern na severovzhodu je topel in suh, s povprečno letno temperaturo 8,5 °C in povprečno količino padavin 450 mm; v nasprotju z mokrim, hladnim Oberhofom v Turinškem gozdu, kjer je povprečna temperatura le 4,4 °C in povprečna letna količina padavin doseže 1300 mm.

### Narava in okolje
Zaradi večstoletne intenzivne poselitve je večji del območja oblikovan pod vplivom človeka. Prvotna naravna vegetacija Turingije je gozd s prevladujočo vrsto bukve, ki jo še danes najdemo v gorovju Hainich. V visokogorju bi bila naravna mešanica bukve in smreke. Vendar pa je večina ravnin izkrčenih in se intenzivno uporabljajo v kmetijstvu, medtem ko je večina gozdov zasajenih s smreko in borom. Od leta 1990 se z gozdovi v Turingiji upravlja z namenom, da bi bila vegetacija bolj naravna in močna, odpornejša na podnebne spremembe, pa tudi na bolezni in škodljivce. V primerjavi z gozdom je kmetijstvo še vedno precej konvencionalno in v njem prevladujejo velike strukture in monokulture. Težave pri tem povzročajo predvsem vse daljša sušna obdobja v poletnih mesecih.
Okoljska škoda v Turingiji se je po letu 1990 v veliki meri zmanjšala. Stanje gozdov, rek in zraka se je izboljšalo s posodobitvijo tovarn, hiš (upad ogrevanja na premog) in avtomobilov ter onesnaženih območij, kot so nekdanji površinski rudniki urana okoli Ronneburga so bili sanirani. Današnji okoljski problemi so zasoljevanje reke Werra, ki ga povzročajo izpusti iz rudnikov soli K+S okoli Unterbreizbacha in prekomerno gnojenje v kmetijstvu, ki škoduje prsti in malim rekam.
Varstvo okolja in narave sta od leta 1990 vedno bolj pomembna. Velika območja, zlasti znotraj gozdnatih hribov, so zaščitena kot naravni rezervati, vključno s prvim narodnim parkom v Turingiji znotraj hribovja Hainich, ustanovljenim leta 1997, biosfernim rezervatom Rhön, Turinški gozdni naravni park in naravni park Južni Harz.

### Prebivalstvo
Trenutno ima dežela 2.120.237 (31. december 2020) prebivalcev z letno stopnjo zmanjšanja za približno 0,5 %, ki se med lokalnimi regijami zelo razlikuje. Leta 2012 je 905.000 Turingijcev živelo v občini z več kot 20.000 prebivalci, kar je 42-odstotna stopnja urbanizacije, ki še naprej narašča.
Julija 2013 je v Turingiji živelo 41.000 ne-Nemcev po državljanstvu (1,9 % prebivalstva − med najmanjšimi deleži v kateri koli deželi v Nemčiji). Kljub temu se je število povečalo s 33.000 julija 2011, kar je 24-odstotno povečanje v samo dveh letih. Približno 4% prebivalstva so migranti (vključno z osebami, ki so že prejele nemško državljanstvo). Največje skupine tujcev po državljanstvu so (leta 2012): Rusi (3100), Poljaki (3000), Turki (2100) in Ukrajinci (2000). Število tujcev se med regijami razlikuje: študentska mesta Erfurt, Jena, Weimar in Ilmenau imajo najvišje stopnje, medtem ko v najbolj podeželskih manjših občinah migrantov skorajda ni.
Prebivalstvo Turingije ima veliko razliko v razmerju med spoloma, ki jo povzroča izseljevanje mladih žensk, zlasti na podeželju. Na splošno je v starostni skupini 25–40 let (»ustanovitelji družine«) od 115 do 120 moških na 100 žensk, kar negativno vpliva na rodnost. Poleg tega se prebivalstvo vse bolj stara, saj je v nekaterih podeželskih občinah več kot 30 % starejših od 65 let (upokojencev). To je problem regionalnega trga dela, saj ga letno zapusti dvakrat več ljudi kot vstopi.

### Naselja
Od približno 850 občin Turingije jih je 126 uvrščenih med mesta (znotraj okrožja) ali mesta (ki tvorijo svoje mestno okrožje). Večina naselij ima manj kot 10.000 prebivalcev; le deset največjih ima nad 30.000 prebivalcev. Prva mesta so nastala v 12. stoletju, zadnja pa so dobila status mesta šele v 20. stoletju. Danes so vse občine znotraj okrajev pravno enakopravne, ne glede na to, ali so mesta ali vasi. Neodvisna mesta (t. i. urbana okrožja) imajo večja pooblastila (enako kot vsako okrožje) kot mesta znotraj okrožja.
| Rang | Naselje    | Okrožje                 | Prebivalstvo 31. decembra 2020 | sprememba* | CoA | Slika                                                               |
| ---- | ---------- | ----------------------- | ------------------------------ | ---------- | --- | ------------------------------------------------------------------- |
| 1    | Erfurt     | svobodno                | 213.692                        | +0,68      |     | Erfurt: St. Severus' Church and Cathedral                           |
| 2    | Jena       | svobodno                | 110.731                        | +0,47      |     | Jena: City centre and Carl Zeiss' high-rises                        |
| 3    | Gera       | svobodno                | 92.126                         | −0,55      |     | Gera: Untermhaus district, St. Mary's Church and White Elster river |
| 4    | Weimar     | svobodno                | 65.098                         | +0,35      |     | Weimar: City centre                                                 |
| 5    | Gotha      | okrožje Gotha           | 45.273                         | −0,05      |     | Gotha: Friedenstein Castle                                          |
| 6    | Nordhausen | okrožje Nordhausen      | 40.969                         | −0,35      |     | Nordhausen: City centre                                             |
| 7    | Eisenach   | Wartburgkreis           | 41.970                         | −0,12      |     | Eisenach: Wartburg castle                                           |
| 8    | Suhl       | svobodno                | 36.395                         | −1,68      |     | Suhl: City centre                                                   |
| 9    | Mühlhausen | okrožje Unstrut-Hainich | 35.799                         | −0,38      |     | Mühlhausen: City wall at Frauentor gate                             |
| 10   | Altenburg  | Altenburger Land        | 31.101                         | −1,27      |     | Altenburg: City centre with the Red Spires                          |

* Povprečna letna sprememba v odstotkih v zadnjih treh letih (13. 12. 2009 do 31. 12. 2012), prilagojena glede na ustanovitve in rezultate popisa 2011.

## Upravna delitev
Turingija je razdeljena v 17 okrožij (Landkreise):
- Altenburger Land
- Eichsfeld
- Gotha
- Greiz
- Hildburghausen
- Ilm-Kreis
- Kyffhäuserkreis
- Nordhausen
- Saale-Holzland-Kreis
- Saale-Orla-Kreis
- Saalfeld-Rudolstadt
- Schmalkalden-Meiningen
- Sömmerda
- Sonneberg
- Unstrut-Hainich-Kreis
- Wartburgkreis
- Weimarer Land

Poleg tega obstaja pet mestnih okrožij:
- Erfurt (EF)
- Gera (G)
- Jena (J)
- Suhl (SHL)
- Weimar (WE)

## Gospodarstvo
Gospodarstvo Turingije zaznamuje gospodarski prehod, ki se je zgodil po ponovni združitvi Nemčije in je privedel do zaprtja večine tovarn v deželi. Stopnja brezposelnosti je dosegla vrhunec leta 2005. Od tega leta je gospodarstvo doživelo vzpon in splošno gospodarsko stanje se je izboljšalo.

### Kmetijstvo in gozdarstvo
Pomen kmetijstva in gozdarstva je z desetletji upadal. Kljub temu sta pomembnejša kot v večini drugih območij Nemčije, zlasti v podeželskih regijah. 54 % ozemlja Turingije je v kmetijski rabi. Rodovitne kotline, kot so velika Turinška kotlina ali manjše Goldene Aue, Orlasenke in Osterland, se intenzivno uporabljajo za gojenje žit, zelenjave, sadja in energetskih rastlin. Pomembni izdelki so jabolka, jagode, češnje in slive v sektorju sadja, zelje, krompir, cvetača, paradižnik (pridelan v rastlinjakih), čebula, kumare in šparglji v sektorju zelenjave, pa tudi koruza, ogrščica, pšenica, ječmen in sladkor pese v rastlinskem sektorju.
Pomembna dejavnost je tudi proizvodnja in predelava mesa, v ospredju pa so prašičereja, govedo, piščanci in purani. Poleg tega je veliko proizvajalcev mleka in sira ter kokoši nesnic. Postrvi in krape v številnih vaseh tradicionalno gojijo v ribogojstvu.
Večina kmetijskih podjetij so velike zadruge, ustanovljene kot Landwirtschaftliche Produktionsgenossenschaft v obdobju NDR, proizvajalci mesa pa so del multinacionalnih podjetij. Tradicionalno zasebno kmečko kmetijstvo je izjema, prav tako ekološko kmetovanje.
Edino vinorodno območje v Turingiji je okrog Bad Sulzeja severno od Weimarja in Jene vzdolž doline Ilm in Saale. Proizvodnja se trži kot vina Saale-Unstrut.
Gozdarstvo ima v Turingiji pomembno vlogo, saj je 32 % ozemlja Turingije gozdnatega. Najpogostejša drevesa so smreka, bor in bukev. V bližini gozdnatih območij je veliko tovarn lesa in celuloze.

### Industrija in rudarstvo
Tako kot večina drugih regij srednje in južne Nemčije ima Turingija pomemben industrijski sektor, ki sega vse do industrializacije sredi 19. stoletja. Gospodarska tranzicija po ponovni združitvi Nemčije leta 1990 je povzročila zaprtje večine velikih tovarn in podjetij, tako da so mala in srednje velika prevzela prevlado v proizvodnem sektorju. Znani industrijski središči sta Jena (svetovni center za optične instrumente s podjetji, kot so Carl Zeiss, Schott in Jenoptik) in Eisenach, kjer je BMW v dvajsetih letih 20. stoletja začel s proizvodnjo avtomobilov, danes pa ima sedež tovarna Opel. Najpomembnejše industrijske panoge so danes strojegradnja in obdelava kovin, proizvodnja vozil in živilska industrija. Zlasti majhna in srednje velika mesta v osrednji in jugozahodni Turingiji (npr. Arnstadt, Schmalkalden in Ohrdruf) so visoko industrializirana, medtem ko je v severnem in vzhodnem delu dežele manj industrijskih podjetij. Tradicionalne industrije, kot so proizvodnja stekla, porcelana in igrač, so med gospodarsko krizo med letoma 1930 in 1990 propadle.
Rudarstvo je bilo v Turingiji pomembno že od poznejšega srednjega veka, zlasti v rudarskih mestih v Turinškem gozdu, kot so Schmalkalden, Suhl in Ilmenau. Po industrijski revoluciji so stari rudniki železa, bakra in srebra propadli, ker je bila konkurenca uvožene kovine premočna. Po drugi strani pa je pozno 19. stoletje v Turingijo prineslo nove vrste rudnikov: površinsko kopanje lignita v okolici Meuselwitza pri Altenburgu na vzhodu dežele se je začelo v 1870-ih letih, okoli leta 1900 pa sta bili ustanovljeni dve rudarski območji pepelike. To sta Südharzrevier na severu dežele, med Bischofferode na zahodu in Roßleben na vzhodu s Sondershausnom v središču ter Werrarevier na meji s Hessenom okoli Vacha in Bad Salzungen na zahodu. Skupaj sta sredi 20. stoletja predstavljali pomemben del svetovne proizvodnje pepelike. Po ponovni združitvi je bil Südharzrevier opuščen, medtem ko je K+S prevzel rudnike v Werrarevierju. Med letoma 1950 in 1990 je bilo rudarjenje urana pomembno tudi za pokrivanje potreb Sovjetske zveze po tej kovini. Središče je bilo v Ronneburgu blizu Gere v vzhodni Turingiji, operativno podjetje Wismut pa je bilo pod neposrednim sovjetskim nadzorom.

### Turizem
Turizem je pomembna gospodarska panoga. Turingija ima številne znane destinacije: grad Wartburg (Unescov seznam svetovne dediščine), klasični Weimar (Unescov seznam svetovne dediščine), Bauhaus Weimar (Unescov seznam svetovne dediščine), Turinški gozd, Oberhof ali Rennsteig (sprehod po grebenu). Mestni turizem s središči Erfurt, Weimar, Jena, Eisenach in Mühlhausen doživlja dinamično rast. V letu 2016 je bilo skupno rezerviranih okoli 9,2 milijona nočitev, deset let prej pa 8,3 milijona. Približno 6 % rezervacij so opravili tuji gostje.
- Grad Wartburg
- Goethe-Schillerjev spomenik v Weimarju
- Turinški gozd
- Oberhof
- Erfurt
- Krämerbrücke v Erfurtu
- Staro mesto Mühlhausen
- Palača Friedenstein, Gotha

## Univerze
Nemški visokošolski sistem sestavljata dve obliki akademskih ustanov: univerze in politehnike (Fachhochschule). Univerza v Jeni je največja med štirimi turinškimi univerzami in ponuja skoraj vse discipline. Ustanovljena je bila leta 1558, danes pa ima 21.000 študentov. Druga največja je Technische Universität Ilmenau s 7000 študenti, ustanovljena leta 1894, ki ponuja številne tehnične discipline, kot sta inženirstvo in matematika. Univerza v Erfurtu, ustanovljena leta 1392, ima danes 5000 študentov in je poudarek na humanistiki in izobraževanju učiteljev. Univerza Bauhaus Weimar s 4000 študenti je najmanjša univerza v Turingiji, specializirana za ustvarjalne predmete, kot sta arhitektura in umetnost. Ustanovljena je bila leta 1860 in je v obdobju med vojnama zaslovela kot vodilna nemška umetniška šola, Bauhaus.
Politehnike Turingije imajo sedež v Erfurtu (4500 študentov), Jeni (5000 študentov), Nordhausnu (2500 študentov) in Schmalkaldnu (3000 študentov). Poleg tega obstaja visoka šola za državne službe v Gothi s 500 študenti, Visoka šola za glasbo "Franz Liszt" v Weimarju (800 študentov) ter dve zasebni šoli, Adam-Ries-Fachhochschule v Erfurtu (500 študentov) in SRH Visoka šola za zdravstveno nego in sorodne medicinske predmete (SRH Fachhochschule für Gesundheit Gera) v Geri (500 študentov). Najnovejša visokošolska ustanova v Turingiji je Duale Hochschule Gera-Eisenach (1400 študentov), zadružna državna visoka šola, ustanovljena leta 2016 z združitvijo visokih šol (Berufsakademie) v Geri in Eisenachu.
Vodilno raziskovalno središče Turingije je Jena, sledi ji Ilmenau. Obe se osredotočata na tehnologijo, zlasti znanosti o življenju in optiko v Jeni ter informacijsko tehnologijo v Imenauu. Erfurt je središče nemškega hortikulturnega raziskovanja, medtem ko sta Weimar in Gotha s svojimi različnimi arhivi in knjižnicami središči zgodovinskega in kulturnega raziskovanja. Večina raziskav v Turingiji je javno financiranih osnovnih raziskav zaradi pomanjkanja velikih podjetij, ki bi lahko vložila znatne zneske v uporabne raziskave, z opazno izjemo optičnega sektorja v Jeni.

## Osebnosti
- Georg Böhm (1661–1733), skladatelj in organist baročnega obdobja, rojen v Hohenkirchnu
- Johann Sebastian Bach (1685–1750), skladatelj in glasbenik baročnega obdobja, rojen v Eisenachu
- Franz Liszt (1811–1886), madžarski skladatelj, virtuozni pianist, dirigent, učitelj in frančiškanski tretjerednik, živel v Weimarju
- Richard Wagner (1813–1883), skladatelj, gledališki režiser, polemik in dirigent, bival v Weimarju in Eisenachu
- Richard Strauss (1864–1949), skladatelj pozne romantike in zgodnjega modernega obdobja, direktor Weimarskega dvornega orkestra (Hofkapellmeister)

- Johann Sebastian Bach
- Franz Liszt
- Richard Wagner

- Martin Luther (1483–1546), redovnik (avguštinski observant), katoliški duhovnik, profesor teologije in temeljna osebnost gibanja v krščanstvu iz 16. stoletja, pozneje znanega kot protestantska reformacija, izobražen v Lutherhaus Eisenach, prevod Nove zaveze iz grščine v nemščino na gradu Wartburg
- Johann Wolfgang von Goethe (1749–1832), pisatelj in državnik, je odšel živet v Weimar
- Friedrich Schiller (1759–1805), pesnik, filozof, zgodovinar in dramatik; profesor zgodovine na Univerzi v Jeni, preden se je preselil v Weimar

- Soba Martina Luthra na gradu Wartburg
- Johann Wolfgang von Goethe
- Friedrich Schiller

- Meister Eckhart O.P. (ok. 1260 – ok. 1328), teolog, filozof in mistik, rojen blizu Gotha
- Lucas Cranach starejši (1472–1553), renesančni slikar in grafik v lesorezu in gravuri, je zadnja leta živel v Weimarju
- Johann Gottfried von Herder (1744–1803), filozof, teolog, pesnik in literarni kritik, uvaja Zeitgeist} v Kritische Wälder (1769), služboval kot generalni nadzornik v Weimarju
- Christoph Wilhelm Hufeland (1762–1836), zdravnik, najuglednejši praktični zdravnik svojega časa v Nemčiji, rojen v Langensalzi
- Napoléon Bonaparte (1769–1821), francoski vojskovodja in politični voditelj, dvojček bitka pri Jeni-Auerstedtu, 14. oktober 1806, srečal Goetheja v guvernerjevi palači v Erfurtu v navzočnosti Talleyranda, 2. oktober 1808 ("Vous êtes un homme. Quel âge avez-vous ? – Soixante ans. – Vous êtes bien conservé. Vous avez écrit des tragédies?") ("Voilà un homme")
- Georg Wilhelm Friedrich Hegel (1770–1831), filozof, avtor Fenomenologije duha, izredni profesor na Univerzi v Jeni
- Carl Zeiss (1816–1888), izdelovalec optičnih instrumentov, splošno znan po podjetju, ki ga je ustanovil, Carl Zeiss AG, rojen v Weimarju
- Karl Marx (1818–1883), filozof, ekonomist, družboslovec, sociolog, zgodovinar, novinar in revolucionarni socialist, doktorat, ki ga je podelila Univerza v Jeni
- August Schleicher (1821–1868), jezikoslovec, je poskušal rekonstruirati protoindoevropski jezik
- Johannes Brahms (1833–1897), skladatelj in pianist, pogosto bival v Meiningenu
- Ernst Haeckel (1834–1919), biolog, naravoslovec, filozof, zdravnik, profesor in umetnik, je odkril, opisal in poimenoval na tisoče novih vrst, preslikal genealoško drevo, ki povezuje vse oblike življenja, skoval številne izraze v biologiji , vključno z antropogenijo, ekologijo, deblom, filogenijo in matičnimi celicami, profesor na Univerzi v Jeni

<galerija>
Slika:Ernst Haeckel.jpg| Ernst Haeckel
Slika: Max Weber 1894.jpg| Max Weber
Slika: Carl Zeiss iz Auerbacha 1907.png| Carl Zeiss
Slika: Friedrich Otto Schott.jpg| Otto Schott
</gallery>
- Ernst Abbe (1840–1905), fizik, optični znanstvenik, podjetnik in družbeni reformator, je postavil temelje moderne optike, solastnik Carl Zeiss AG, rojen v Eisenachu
- Friedrich Nietzsche (1844–1900), filolog, filozof, kulturni kritik, pesnik in skladatelj, je svoja zadnja leta preživel v Weimarju
- Gottlob Frege (1848–1925), matematik, logik in filozof, profesor na Univerzi v Jeni
- Otto Schott (1851–1935), kemik, steklarski tehnolog in izumitelj borosilikatnega stekla, ustanovitelj Jenaer Glaswerk Schott & Genossen
- Rudolf Steiner (1861–1925), avstrijski filozof, družbeni reformator, arhitekt in ezoterik, si je prizadeval za vzpostavitev različnih praktičnih prizadevanj, vključno z waldorfskim izobraževanjem, biodinamičnim kmetijstvom in antropozofsko medicino, povabljen k delu kot urednik pri Goetheju Matenadaran v Weimarju
- Henry Van de Velde (1863–1957), belgijski slikar, arhitekt in notranji oblikovalec, je ustanovil Großherzoglich-Sächsische Kunstschule Weimar, predhodnico Bauhausa
- Max Weber (1864–1920), sociolog, filozof in politični ekonomist, pogosto naveden kot eden od treh ustanoviteljev sociologije, rojen v Erfurtu
- Richard Strauss (1864–1949), vodilni nemški skladatelj pozne romantike in zgodnjega modernega obdobja, direktor Weimarskega dvornega orkestra (Hofkapellmeister) 1889–94
- Vasilij Kandinski (1866–1944), vplivni ruski slikar in umetnostni teoretik, zaslužen za slikanje prvih povsem abstraktnih del, Bauhaus mojster, Weimar
- Lyonel Feininger (1871–1956), nemško-ameriški slikar in vodilni predstavnik ekspresionizma, je deloval tudi kot karikaturist in stripar, Bauhaus mojster, Weimar
- Léon Blum (1872–1950), francoski politik, trikratni predsednik francoske vlade, zaprt v Buchenwaldu
- Paul Klee (1879–1940), švicarski nemški slikar; na njegov zelo individualen slog so vplivala gibanja v umetnosti, ki so vključevala ekspresionizem, kubizem in nadrealizem, mojster Bauhaus, Weimar
- Walter Gropius (1883–1969), arhitekt, splošno velja za enega od pionirskih mojstrov moderne arhitekture, ustanovitelj Bauhaus, Weimar
- Ludwig Mies van der Rohe (1886–1969), nemško-ameriški arhitekt, ki velja za enega od pionirskih mojstrov moderne arhitekture, se je pridružil Bauhaus, Weimar
- Jean Arp (1886–1966), nemško-francoski ali alzaški kipar, slikar, pesnik in abstraktni umetnik, je študiral na Großherzoglich-Sächsische Kunstschule Weimar
- Otto Dix (1891–1969), slikar in grafik, znan po svojih neusmiljenih in ostrih realističnih upodobitvah weimarske družbe in surovosti vojne, rojen v Untermhausu (danes Gera)
- Cuno Hoffmeister (1892–1968), nemški astronom, opazovalec in odkritelj spremenljivih zvezd, kometov in malih planetov, ustanovitelj Sonneberg Observatorija.
- Werner Braune (1909–1951), nacistični častnik SS, usmrčen zaradi vojnih zločinov
- Uziel Gal (1923–2002), izraelski oblikovalec orožja, najbolj znan kot oblikovalec in soimenjak mitraljeza Uzi, rojen v Weimarju